# Veurs (gehucht)
Veurs (lokale benaming: Veuësj) is een gehucht in Sint-Martens-Voeren, een deelgemeente van de gemeente Voeren in de Belgische provincie Limburg. Het gehucht is genoemd naar de gelijknamige beek die ontspringt ten noorden van het gehucht en die in Sint-Martens-Voeren uitmondt in de Voer. Veurs is dan ook gelegen in het Voerdal. Veurs noemt zichzelf soms "dorp", hoewel het geen kerk heeft en er daar ook geen oud spoor van is. Het dorpje valt op door zijn vele gebouwen in silex en/ of vakwerk. 

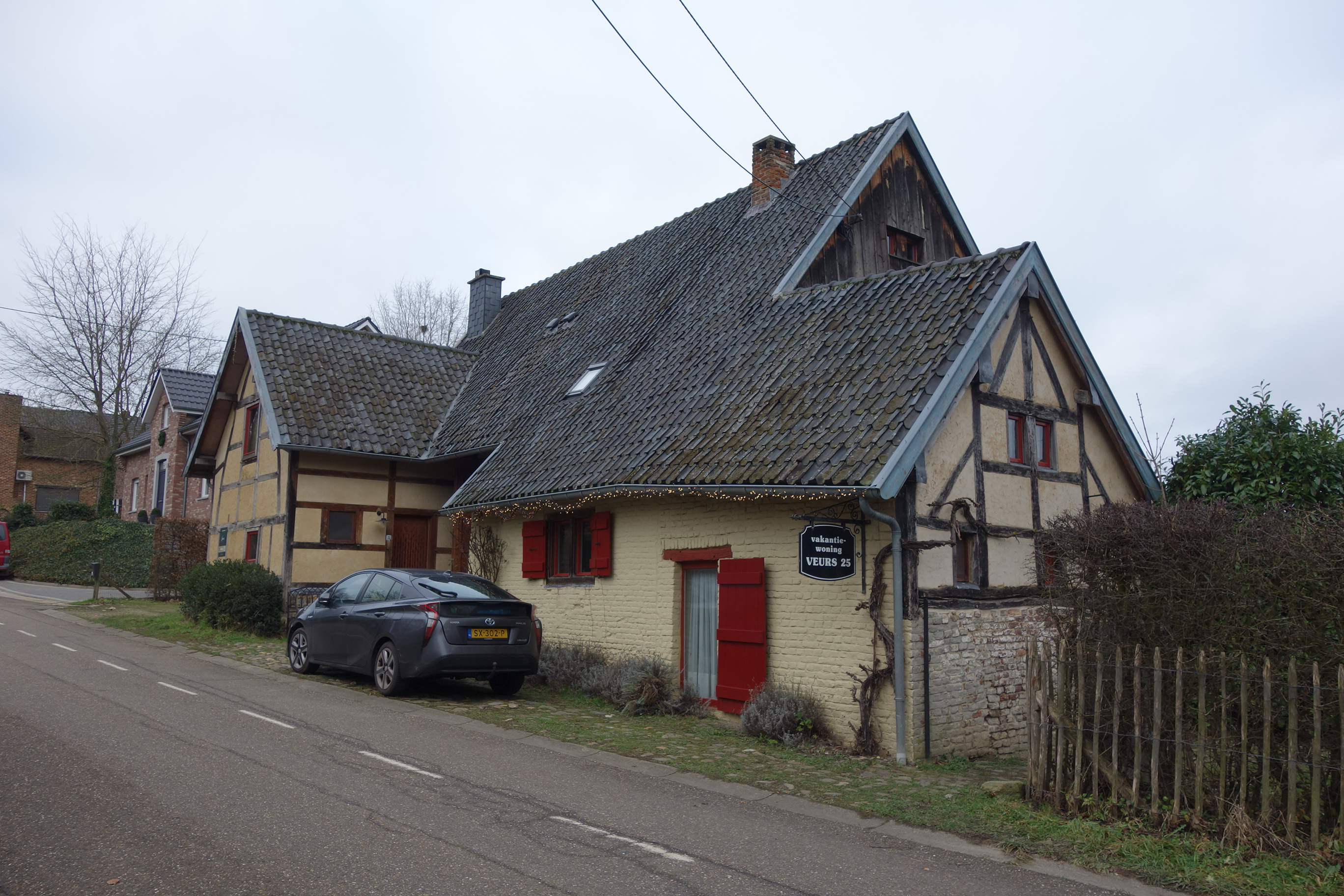
Vakwerkhuis in Veurs als vakantiewoning

Ten noordoosten van Veurs gaat de spoortunnel van Veurs onder het Veursbos op daar gelegen heuvelrug door. Verder liggen het Broekbos en Konenbos met ertussen het gehucht Krindaal op een helling ten noorden van Veurs en het Vrouwenbos ten zuiden van het gehucht op een helling. Ten westen van Veurs ligt Sint-Pieters-Voeren, in het noordwesten Sint-Martens-Voeren, in het noorden het gehucht De Plank en in het zuidoosten ligt het gehucht Hagelstein.
Gezien Veurs langs drie kanten door bos omringd was (en nog steeds is) lagen de akkers en weiden van het gehucht voor het merendeel aan westelijke zijde, het Veurserveld.
Deelgemeenten: 's-Gravenvoeren · Moelingen · Remersdaal · Sint-Martens-Voeren · Sint-Pieters-Voeren · Teuven

Overige kernen: Berg · Drink · Gieveld · Hagelstein · Ketten · Knap · Krindaal · Nurop · Obsinnich · Peerds · De Plank · Reesberg · Rullen · Schilberg · Schophem · Schoppemerheide · Sinnich · Snauwenberg · Stroevenbos · Swaan · Ulvend · Veld · Veurs

Belgische gemeenten · Arrondissement Tongeren · Limburg · Vlaanderen